# Светослав Диков
Светослав Димитров Диков е български футболист, нападател, състезател от  септември 2023 година на ПФК Спортист (Своге).

## Кариера
Израства в школата на столичния ПФК ЦСКА (София) през 1999 г., където тренира под ръководството на Методи Георгиев. След 10-годишен престой в ДЮШ на „червените“, през 2008 година преминава в школата на ПФК Локомотив (София).
След като навършва пълнолетие преминава в отбора на ПОФК Сливен 2000, с който подписва първи професионален договор. Получава контузия и не записва нито един мач за отбора, преди в края на 2011 година да напусне Сливен и да се присъедини към столичния ПФК Академик (София). След като престоява в отбора през пролетната част на Сезон 2011/2012 на Западната „Б“ ПФГ, прекратява своя договор поради фалит на клуба.
През лятото на 2012 г. започва подготовка с ФК Сливнишки герой, като е картотекиран в отбора през месец август. Прави дебют за сливничани на 19 август 2012 г. в мача срещу ФК Перун (Кресна), I кръг от шампионата на ЮЗ „В“ ФГ, завършил 1-1.
В началото на септември 2019 г. се завръща в борещия се за класиране в Първа Лига Локомотив (София) .